# Leon Kass

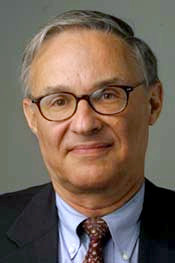
Leon Kass (2002)

Leon Richard Kass (* 2. Februar 1939 in Chicago, Illinois) ist ein US-amerikanischer Bioethiker. Er kritisiert aus jüdischer Perspektive menschliches Klonen, Lebensverlängerung, Euthanasie und Embryonenforschung. Von 2001 bis 2005 war er Vorsitzender des vom US-Präsidenten George W. Bush eingesetzten Council on Bioethics.
Kass entstammt einer jüdischen Emigrantenfamilie aus Osteuropa, die teilweise sozialistisch geprägt war. Er begann mit 15 Jahren das Studium, wobei er sich besonders mit den griechischen Klassikern vertraut machte, und erwarb nach einem Abschluss in Biologie 1958 seine akademischen Grade an der Universität Chicago bis zum M.D. 1962. Er promovierte 1967 in Biochemie an der Harvard University beim Nobelpreisträger Konrad Bloch. Darauf lehrte er am St. John’s College in Annapolis und an der Georgetown University, bis er 1976 an die University of Chicago zurückkehrte, wo er bis 2010 lehrte. Danach wurde er Addie Clark Harding Professor Emeritus am renommierten interdisziplinären Committee on Social Thought an der University of Chicago, ein Hertog Fellow am American Enterprise Institute und Fakultätsdekan am Shalem College in Jerusalem. 2021 gehörte er zum Beirat der neu gegründeten University of Austin, die sich für die freie Lehre der Geisteswissenschaften (Liberal Arts) einsetzt.
Leon Kass war von 1961 bis 2015 mit der College-Dozentin für Classics Amy A. Kass geb. Apfel (1940–2015) verheiratet, mit der auch er zusammen lehrte und publizierte.

## Werke
- Leon Kass, James Q. Wilson (1998): The ethics of human cloning. American Enterprise Institute. ISBN 978-0-8447-4050-8.
- Leon Kass, Amy A. Kass (2000): Wing to Wing, Oar to Oar: Readings on Courting and Marrying. University of Notre Dame Press. ISBN 978-0-268-01959-4.
- Human cloning and human dignity: the report of the President's Council on Bioethics (= PublicAffairs reports). Public Affairs, New York 2002, ISBN 1-58648-176-2.
- (2006): The Beginning of Wisdom: Reading Genesis. University of Chicago Press. ISBN 978-0-226-42567-2.
- (2015): Länger leben. Ist weniger doch mehr oder wirkt sich die signifikante Verlängerung unseres Lebens positiv auf unser Wohlbefinden aus?, Grin, 2015, ISBN 978-3-656-86135-5.
- (2017): Leading a Worthy Life: Finding Meaning in Modern Times, Encounter Books. ISBN 978-1-59403-941-6.
- (2021): Founding God’s Nation: Reading Exodus, Yale UP, ISBN 978-0-300-25303-0.

## Einzelbelege
1. ↑  Leon Richard Kass. The John M. Olin Center for Inquiry into the Theory and Practice of Democracy, abgerufen am 9. Januar 2024 (englisch).
2. ↑  Leon Kass. Abgerufen am 8. Januar 2024 (englisch).
3. ↑  Leon R. Kass | John U. Nef Committee on Social Thought. Abgerufen am 9. Januar 2024.
4. ↑  Leon R. Kass. In: American Enterprise Institute - AEI. Abgerufen am 8. Januar 2024 (amerikanisches Englisch).
5. ↑  Leon Kass. In: Shalem College. Abgerufen am 8. Januar 2024 (englisch).

| Personendaten    | Personendaten                     |
| ---------------- | --------------------------------- |
| NAME             | Kass, Leon                        |
| ALTERNATIVNAMEN  | Kass, Leon Richard; Kass, Leon R. |
| KURZBESCHREIBUNG | US-amerikanischer Philosoph       |
| GEBURTSDATUM     | 2. Februar 1939                   |
| GEBURTSORT       | Chicago                           |